# DM Geminorum
DM Geminorum eller Nova Geminorum 1903 var en nova i stjärnbilden Tvillingarna. Den upptäcktes den 5 mars 1903 av den brittiske astronomen och seismologen Herbert Hall Turner. Novan nådde en magnitud av +4,8. Ljusstyrkan föll sedan 3 magnituder på 17 dygn. I dag är novan en stjärna av magnitud +17.